# 大阿拉伯利比亚人民社会主义民众国
大阿拉伯利比亚人民社会主义民众国（阿拉伯语：الجماهيرية العربية الليبية الشعبية الإشتراكية العظمى）是利比亞歷史上一個由穆阿迈尔·卡扎菲領導的政權，成立於1977年3月2日，結束於2011年10月20日卡扎菲身亡。
其國名中的「民众国」（جماهيرية，jamāhīriyyah）是卡达菲自创的一个名称，代指以卡达菲創立的“第三国际理论”為指導的國家。

## 歷史
自由軍官組織成立後，卡扎菲決定伺機發動政變推翻君主制建立共和國。1969年8月31日，卡扎菲以夜間訓練為掩護，在首都的黎波里發動政變，由於保皇黨軍隊聚集於班加西，且班加西與外界連通的線路被切斷，使得此處軍隊無法前往增援。1969年9月1日，卡扎菲宣佈阿拉伯利比亞共和國成立，由卡扎菲出任最高權力機構領導人「革命指導委員會主席」。1972年，在卡扎菲倡議之下，利比亞與埃及、敘利亞共同組成阿拉伯聯邦共和國，但於1977年以失敗告終。1977年3月2日，利比亞「全國人民大會」發布《人民權力宣言》，宣告成立阿拉伯利比亞社會主義民眾國，卡扎菲的頭銜則改為「兄弟领袖和革命導師」，仍為實際的國家最高領導人。1986年4月15日，改国名为大阿拉伯利比亚人民社会主义民众国。
卡扎菲發動政變推翻君主制後，利比亞由親西方國家逐漸轉為對抗西方，常與歐美國家發生摩擦。1988年洛克比空難後，卡扎菲政權被指責包庇行兇者，美英等國遂對利比亞進行禁飛等一系列製裁。2003年以後，利比亞與西方關係逐漸緩和。2003年9月12日，聯合國解除對利比亞的制裁。
2011年2月，受到阿拉伯之春風潮影響，利比亞出現示威活動，並逐漸演變成反抗卡扎菲統治的革命事件。至2011年8月20日，反對派領導的國民解放軍攻下的黎波里，卡扎菲及其效忠者逃至卡扎菲出生地苏尔特。至此，卡扎菲已失去了對利比亞的實際控制權，其政權（大阿拉伯利比亚人民社会主义民众国）在事實上已告滅亡。
2011年10月20日，卡扎菲在苏尔特被國民解放軍擊斃，共計在位期間約四十二年。

## 政治
阿拉伯利比亞民眾國並無成文憲法，制定於1977年的《人民權利宣言》事實上行使了憲法職能。此外，伊斯蘭法也是該國主要法律淵源。
阿拉伯利比亞民眾國對外宣稱是直接民主制的國家，最高權力的機關是总人民大會，但實質上的國家權力，掌握在由革命指導委員會轉化而來的总人民委員會手中。
至2006年，总人民大會共有議員約1000人，包括总人民委員會委員、以及各級政府、學校與公司委員會的委員等。儘管所有18歲以上的公民都有參加基層人民大會的權力與義務，但實際上只有忠於卡紮菲政權的一小部分公民才能參加會議；並且會議內容也是在會前決定好的。总人民委員會委員則通過总人民大會選出，被賦予領導人民委員會的權利，行使具體國家事務（在石油、國際事務與重工業方面不設委員會，由委員直接負責）。
名義上，阿拉伯利比亞民眾國並無國家元首。對外的國家代表是总人民大會书记处书记。自1969年阿拉伯利比亞共和國成立，至2011年10月滅亡為止，穆阿邁爾·卡達菲都是實質上的國家最高領導人。
相对其它阿拉伯国家而言，穆阿迈尔·卡扎菲领导下的利比亚拥有相对较好的女性境遇与政策。

## 国际关系

### 与美国的矛盾
1969年卡扎菲通过政变上台后，不仅下令关闭了美国设在利比亚的军事基地，也对美国在利比亚的资产实行国有化，还逐渐加强了同苏联的关系并购买苏联的武器。
1973年10月，利比亚宣布锡德拉湾为其“领海”，北纬32度以南为“死亡线”，美国舰只擅自闯入必遭痛击。对此美国不予承认并多次在该水域进行军事演习。1980年8月19日清晨，利比亚空军派出2架苏-22型战斗机直飞美军的“尼米兹”号航母，结果被起飞拦截的2架F-14飞机在1分钟内击落。
1985年12月底，罗马和维也纳机场发生两起利比亚的恐怖分子袭击民航办事处的惨案，遇害死亡的20人中有5名是美国人。1986年4月2日，来自利比亚的恐怖分子又用定时炸弹袭击罗马飞往雅典的泛美航空波音707客机，造成四名美国人死亡，九人重伤的惨剧。为了报復利比亚，1986年初美国派出3艘航母抵达锡德拉湾，引诱利比亚在3月23日先发动攻击随后对其进行反击。结果半天时间内美军击毁利比亚3艘导弹艇，摧毁2个萨姆-5导弹基地，利军死伤约150人。而美军则仅消耗一些弹药，无一伤亡，此次战役名为“草原烈火”。
“草原烈火”行动后，1986年4月5日，利比亚派人袭击了美国驻西柏林的军事基地—舞厅，造成44名美军伤亡的事件。这一大型恐怖袭击震惊了全世界，也让美国立刻决定反报复。4月15日凌晨，美国海军100余架战机从航母上起飞升空，空海军联合击毁了利比亚14架军机，打死利军37人，打伤93人。此次战役名为“黄金峡谷”。
1988年12月21日，泛美航空103号班机在苏格兰边境小镇洛克比上空爆炸，导致270人罹难（其中美国乘客178人，机组人员11人，共计189名美国公民死亡）的重大灾难—洛克比空难事件发生，这是九一一襲擊事件發生前最嚴重的恐怖活動。1992年后联合国安理会通过了对利比亚制裁的第748号有关禁飞和武器禁运的决议，从此利比亚遭到国际社会的全面孤立。
1999年4月，利比亚将2名制造空难的特工移交给联合国。2001年911事件后利比亚被美国列入“支持恐怖主义”的阵营。2003年8月利比亚正式承认对洛克比空难负责并赔偿每个死难者家庭1000万美金，并放弃了大规模杀伤性武器的研制与开发计划；同年9月12日，长达15年的第748号制裁措施得以解除，利比亚在美国“支恐”名单上也被去掉。
2006年，利比亚与美国复交。
2010年6月，在巴林、科威特等国允许美国在其境内设立军事基地后，卡扎菲公开呼吁阿拉伯人民应该行动起来，把外国军队和军事基地清理出去。
利比亚示威发生后，美国谴责卡扎菲的武力镇压践踏了人权。后来随着卡扎菲方面对革命军的步步紧逼，美国政府为避免1994年发生的卢旺达内乱期间西方不作为所造成的人类惨剧—卢旺达大屠杀在利比亚的重演，在阿盟和欧盟等国的呼吁下，美国才最终决定支持军事干预利比亚。

### 与法国的矛盾
历史上法国是包括利比亚在内的一些非洲国家（尤其是北部非洲）的宗主国，因此法国一直都在试图对这些非洲国家产生积极的影响力和控制力（例如法语国家联盟的建设和法国与非盟的对话方面）；两者都是地中海国家，从地缘政治的需要出发，法国需要一个对其友好的利比亚政府。但是卡扎菲却与许多欧美大国冲突不断，这让法国很反感。

### 其他国际矛盾
1970年代和1980年代，利比亚大力援助几乎所有把独立和解放作为目标的极端军事组织，包括谋求爱尔兰统一的爱尔兰共和军和不断攻击以色列的巴勒斯坦解放组织，激化了西方各国与利比亚间的矛盾。
1988年卡扎菲策划的洛克比空难共导致43名英国公民丧生（其中乘客31人，机组人员1人和地面11人），英国是仅次于美国的第二大受害国，另外还有22名其他欧洲国家的公民，以及除此之外来自其他洲的10多名公民。
2006年5月10日，时任中華民國總統陳水扁訪問利比亞，并且與卡扎菲会面，此举引发中华人民共和国政府强烈不满。
2008年7月卡扎菲之子在日内瓦涉嫌殴打两名佣人遭警方逮捕，令卡扎菲极为不满，从而引发利比亚与瑞士的外交纠纷，利比亚扣押了两名瑞士商人。2009年，卡扎菲敦促联合国废止瑞士这个国家，建议其领土由德国、法国和意大利三国瓜分。2010年2月25日他公开呼吁应该针对瑞士发动圣战。
2009年10月26日，卡扎菲在接受英国电视台采访时称，阿拉伯国家甚至巴勒斯坦也应当被允许发展核武器。2010年4月27日，卡扎菲称不会承认以色列，要解决巴勒斯坦问题，应该成立包括犹太族和阿拉伯族在内的“以巴国”。
2009年9月23日，首次出席联合国大会的卡扎菲在联大一般性辩论上发表演讲，他强力攻击安理会和联合国的现有体制：安全理事会应该改名为恐怖理事会；他要求安理会进行全面改革，取消五个常任理事国的反对票，增加常任理事国数量尤其是增补非洲国家的代表；还说自联合国1945年成立以来世界上发生了65次战争，联合国根本没有能力阻止这些战争的爆发。而且演讲时长比规定的15分钟超出了一个多小时。因此许多与会代表都中途离场，他的翻译人员也陷入崩溃状态中止了翻译。